# Comisión para el Desarrollo Sostenible

Las 3 esferas del desarrollo sostenibleː social, económica y medioambiental

La Comisión de las Naciones Unidas para el Desarrollo Sostenible (CDS por sus siglas en inglés) fue un órgano dependiente del Consejo Económico y Social de las Naciones Unidas (ECOSOC) encargado de supervisar los resultados de la Cumbre de la Tierra de Río de Janeiro en 1992 (también llamada Conferencia de las Naciones Unidas sobre el Medio Ambiente y el Desarrollo). Fue sustituida en 2013 por el Foro Político de Alto Nivel sobre Desarrollo Sostenible, que se reúne cada 4 años en el marco de la Asamblea General y, otros años, en el del ECOSOC.
La CDS fue establecida en diciembre de 1992 por la Resolución A/RES/47/191 de la Asamblea General como una comisión funcional del Consejo Económico y Social, siguiendo una recomendación del Capítulo 38 de la Agenda 21, el histórico acuerdo mundial alcanzado en la Cumbre de la Tierra de Río de Janeiro en junio de 1992.

## CDS 1
La primera sesión de la CDS, denominada "organizacional", se celebró en Nueva York en junio de 1993. Se centró en una extensa gama de cuestiones administrativas y organizativas, reflejadas en los documentos resultantes :
- Implicaciones presupuestarias de los proyectos de decisión
- Establecimiento de una agenda provisional y un programa de trabajo plurianual
- Informes nacionales sobre la implementación de la Agenda 21
- Intercambio de información: Sistema de las Naciones Unidas y donantes
- Seguimiento de la Cumbre de la Tierra de Río de Janeiro: organizaciones internacionales y coordinación de las Naciones Unidas
- Coordinación de datos de desarrollo
- Avances en una transferencia tecnológica respetuosa con el medio ambiente
- Información de los países miembros de la ONU sobre los compromisos financieros
- Cuestiones emergentes urgentes e importantes
- Conferencia de las Naciones Unidas sobre Comercio y Desarrollo e implementación de la Agenda 21
- Implementación del Programa de las Naciones Unidas para el Medio Ambiente (PNUMA) y la Agenda 21
- Trabajo futuro
- Directrices para la presentación de informes nacionales
- Integración del desarrollo sostenible en el sistema de las Naciones Unidas

## CDS 5
En su quinta sesión, el objetivo principal de la CDS fue preparar el examen quinquenal de la Cumbre de la Tierra de 1992, que adoptó la forma del 19º período extraordinario de sesiones de la Asamblea General, celebrado en la Sede de la Organización de las Naciones Unidas en Nueva York.

## CDS 10/ Cumbre de la Tierra de Johannesburgo
En su décima sesión, la CDS actuó como Comité Preparatorio de la Cumbre Mundial sobre el Desarrollo Sostenible, que tuvo lugar en Johannesburgo (Sudáfrica) en diciembre de 2002.

## CDS 12
La duodécima sesión fue la primera sustantiva desde la Cumbre de Johannesburgo. La anterior (CDS 11) había sido una sesión meramente organizativa centrada en el establecimiento de prioridades y una agenda para el segundo ciclo decenal. Fue presidida por Børge Brende, Ministro de Medio Ambiente de Noruega.

## CDS 16
El presidente en esta ocasión fue Francis Nhema, Ministro de Medio Ambiente y Turismo de Zimbabue.

## CDS 18
La 18.ª sesión tuvo lugar en Nueva York en mayo de 2010 y se centró en el transporte, los productos químicos, la gestión de residuos, la minería y el marco decenal de programas sobre modalidades de consumo y producción sostenibles (SCP por sus siglas en inglés).

## CDS 19
La 19.ª sesión se celebró en mayo de 2011, como parte del ciclo de políticas del año precedente. No se llegó a ningún acuerdo en las negociaciones.

## Conferencia de las Naciones Unidas sobre el Desarrollo Sostenible
La CDS 20 no se celebró en 2012, como estaba previsto, debido a que la Asamblea General de las Naciones Unidas había decidido celebrar la Conferencia sobre el Desarrollo Sostenible en Río de Janeiro como conmemoración del 20.º aniversario de la conferencia original. Esta conferencia en Río de Janeiro se centraría en 2 temas:
1. Economía verde en el contexto del desarrollo sostenible y la erradicación de la pobreza
2. Marco institucional para el desarrollo sostenible

Con los objetivos de:
1. Asegurar un compromiso político renovado con el desarrollo sostenible
2. Evaluar los avances en los compromisos ya acordados y lo que quedaba por cumplir
3. Abordar desafíos nuevos y emergentes

## CDS 20
Los Estados miembros decidieron, mediante la resolución 67/203 del 21 de diciembre de 2012, que la CDS celebraría su última sesión inmediatamente antes de la primera reunión del órgano que la iba a sustituir, el Foro Político de Alto Nivel sobre Desarrollo Sostenible, para garantizar una transición institucional fluida. La CDS 20 tuvo lugar la mañana del 20 de septiembre de 2013.